# Myslkovice
Myslkovice (německy Miskowitz) jsou obec v okrese Tábor v Jihočeském kraji. Obec Myslkovice se rozkládá asi šestnáct kilometrů jihovýchodně od Tábora a pět kilometrů severovýchodně od města Soběslav. Žije zde 441 obyvatel.

## Název
Jméno obce pochází od vůdce kmene jménem Myslek, který osídlil tuto oblast, v období kolonizace pustého kraje ve 12. století (pravděpodobněji než v 9. století). Název obce se v historii měnil jak tvarem (mj. Myslikovice, Miskovice, Miškovice), tak pravopisem (i/y, s/š, w/v).

## Historie
První písemná zmínka o obci pochází z roku 1367. Tehdy panství a villa Mislkowitz patřilo bratřím Oldřichovi a Jenišovi z Roudné, kteří zde obývali tvrz s kaplí. Roku 1390 je zdědila Dorotea, vdova po Jenišovi. V roce 1415 se stal majitelem rytíř Boček (Boczko z Myslycowicz), po něm roku 1467 dědil jeho syn Aleš. Roku 1483 získal část vsi s tvrzí Kuneš Dvořecký z Olbramovic a jeho rod ji vlastnil až do roku 1646.
V roce 1653 zde žilo 16 rolníků a několik chalupníků. Od roku 1613 patřila tvrz s kaplí, pivovar, poplužní dvůr a ovčín Mikuláši ml. Dvořeckému z Olbramovic, který je ještě téhož roku prodal své ženě Anežce z Hodic. Roku 1703 se stal majitelem panství důstojník císařské armády František Leopold Voračický z Paběnic a jeho manželka Eleonora Renáta, rozená hraběnka z Lassaga-Paradies, kteří panství spojili s Roudnou a dali vystavět barokní zámek s kostelem. Roku 1866 byla obec obsazena pruským vojskem.
Od roku 1733 do roku 1802 a pak opět od roku 1877 vlastnili panství Vratislavové z Mitrovic. Tehdy se stal majitelem hrabě Evžen I. Vratislav z Mitrovic a z Dírné, poslanec českého zemského sněmu; tehdy Myslkovice poprvé za 600 let přestaly být vrchností. Také jeho syn Evžen II. byl českým zemským poslancem; přátelsky se stýkal s kolegou Josefem Kaizlem, který na jeho zámku v posledním roce života pobýval, a také zemřel.
V roce 1948 byl majetek rodu zestátněn a po roce 1989 vrácen zpět, jeho správcem se stal dědic rodu Eugen Wratislav. Roku 2006 odkoupila zámek obec.

### Židé
Židé se usazovali v obci již mezi léty 1594 až 1650. Nejprve zde žilo pár rodin, ale později zde Židé tvořili polovinu obyvatel vsi. Židé po jejich úplném jzrovnoprávnění postupně odešli do větších měst. Synagoga v Myslkovicích, postavená roku 1770 spolu s rabínským domem, byla v roce 1963 zbořena. Také tu stála židovská škola, špitál a lázně. Konec Židů v Myslkovicích přišel začátkem druhé světové války.

## Obyvatelstvo
| Rok            | 1869 | 1880 | 1890 | 1900 | 1910 | 1921 | 1930 | 1950 | 1961 | 1970 | 1980 | 1991 | 2001 | 2011 | 2021 |
| -------------- | ---- | ---- | ---- | ---- | ---- | ---- | ---- | ---- | ---- | ---- | ---- | ---- | ---- | ---- | ---- |
| Počet obyvatel | 824  | 710  | 608  | 631  | 594  | 577  | 545  | 432  | 463  | 440  | 378  | 367  | 343  | 376  | 408  |
| Počet domů     | 117  | 111  | 116  | 111  | 103  | 107  | 117  | 120  | 116  | 118  | 107  | 140  | 145  | 161  | 182  |

## Obecní správa
Mezi lety 1869–1980 Myslkovice byly obcí v okrese Tábor (1869–1930), poté v okrese Soběslav (1950) a později opět v okrese Tábor. Od 1. července 1980 do 23. listopadu 1990 patřily jako část města k Soběslavi a od 24. listopadu 1990 jsou opět samostatnou obcí.

### Obecní symboly
Znak a vlajka byly obci uděleny rozhodnutím předsedy Poslanecké sněmovny Parlamentu České republiky dne 4. března 2014.

## Doprava
Obcí prochází silnice III. třídy č. 13527 ze Soběslavi do Košic a č. 13528 z Roudné do Chabrovic. Dopravní obslužnost zajišťují dopravci BusLine jižní Čechy a České dráhy. Autobusy jezdí ve směrech Deštná, Dírná, Choustník, Košice, Mlýny, Psárov, Soběslav, Tábor a Tučapy. V okolí obce vede dálnice D3. Po zprovoznění nové železniční přeložky Soběslav – Doubí u Tábora na trati č. 220 Praha – České Budějovice v září 2022 zastavují v nově zbudované zastávce Myslkovice osobní vlaky České Budějovice – Tábor.

## Pamětihodnosti
- Židovský hřbitov asi 600 metrů severovýchodně od zámku. Byl založen před rokem 1750. Na hřbitově je 180 klasicistních a barokních náhrobků.
- Zámek – dříve tvrz s kaplí, kterou Vratislavové z Mitrovic v 1. čtvrtině 18. století přestavěli na barokní zámek s kaplí sv. Antonína. Jednotraktová stavba s parkem uprostřed obce při silnici. V roce 1948 byl zámek zestátněn, užíván jako kulturně osvětové středisko, kaple byla zazděna.[13] Po roce 1989 vrácen zpět bývalým majitelům. V roce 2006 pak obec zámek (místními také nazývaný "Zámeček") odkoupila a zajistila jeho rekonstrukci. Od roku 2016 je kulturní památkou.[14]
- Dům lihovarníka Zikmunda Fischla – stojí vedle zbytku jeho starého lihovaru u Dolejšího rybníka. Lihovar vyvážel své produkty až do Verony.[15]

## Osobnosti
- Max Jungk (1872–1937), rakousko-židovský herec a scenárista
- Siegmund Fischl (1847–1905), česko-rakouský průmyslník, který se podílel na rozvoji lihovarnictví v Čechách a Rakousku
- židovská rodina Grosslichtů, ze které pocházela předválečná česká herečka Truda Grosslichtová (1912–1995)
- Josef Kaizl (1854–1901), český ekonom, pedagog a rakouský politik; žil a 19. srpna 1901 zemřel v místním zámku
- Karel Statečný (1870–1927), teolog a duchovní Církve československé husitské, vysokoškolský pedagog